# El último traje
Pour plus de détails, voir Fiche technique et Distribution.
El último traje est un film argentin réalisé par Pablo Solarz, sorti en 2017.

## Synopsis
Un vieux tailleur juif, Abraham Bursztein quitte l'Argentine pour aller en Pologne afin de retrouver l'ami qui lui a sauvé à la fin de la Seconde Guerre mondiale.

## Fiche technique
- Titre : El último traje
- Réalisation : Pablo Solarz
- Scénario : Pablo Solarz
- Musique : Federico Jusid
- Photographie : Juan Carlos Gómez
- Montage : Antonio Frutos
- Production : Mariela Besuievsky, Juan Pablo Galli, Gerardo Herrero, Vanessa Ragone, Antonio Saura et Juan Vera
- Société de production : Haddock Films, Hernández y Fernández Producciones Cinematográficas, Movistar+, Neon Productions, Patagonik Film Group, Rescate Producciones, Tornasol Films et Zampa Audiovisual
- Société de distribution : Outsider Pictures (États-Unis)
- Pays :  Argentine et  Espagne
- Genre : Drame
- Durée : 91 minutes
- Dates de sortie : 
  -  Espagne : 6 octobre 2017
  -  Argentine : 25 janvier 2018

## Distribution
- Miguel Ángel Solá : Abraham
- Ángela Molina : María
- Olga Bołądź : Gosia
- Julia Beerhold : Ingrid
- Martín Piroyansky : Leo
- Jan Mayzel : Piotrek
- Maciej Grubich : Abraham à 19 ans
- Michal Sikorski : Piotrek à 19 ans

## Accueil
Le film a reçu un accueil plutôt favorable de la critique. Il obtient un score moyen de 63 % sur Metacritic.